# Ceballos, Mexiko
Ceballos är en ort i Mexiko.   Den ligger i kommunen Mapimí och delstaten Durango, i den centrala delen av landet, 900 km nordväst om huvudstaden Mexico City. Ceballos ligger 1 186 meter över havet och antalet invånare är 3 730.
Terrängen runt Ceballos är platt. Runt Ceballos är det mycket glesbefolkat, med 4 invånare per kvadratkilometer. Ceballos är det största samhället i trakten. Omgivningarna runt Ceballos är i huvudsak ett öppet busklandskap.